# Jan Jerzy Sługocki
Jan Jerzy Sługocki herbu Jastrzębiec – pisarz stężycki w latach 1670-1673.
Był elektorem Michała Korybuta Wiśniowieckiego z województwa sandomierskiego w 1669 roku.